# 151. pehotni polk (Italija)
151. pehotni polk Sassari (izvirno italijansko 151º Reggimento fanteria) je bil pehotni polk (Kraljeve) Italijanske kopenske vojske.

## Zgodovina
Med prvo svetovno vojno je bil polk nastanjen na soški fronti in med drugo svetovno vojno v Jugoslaviji in v Italiji.